# 小行星4504
小行星4504（英語：4504 Jenkinson）是一颗围绕太阳公转的小行星。1989年12月21日，罗伯特·H·麦克诺特在赛丁泉山发现了此天体。
这颗小行星的绝对星等为226.9117265744911等。